# Frédéric-Guillaume Ier de Saxe-Weimar
Frédéric-Guillaume Ier (25 avril 1562, Weimar – 7 juillet 1602, Weimar) est duc de Saxe-Weimar de 1573 à sa mort.
Fils aîné du duc Jean-Guillaume de Saxe-Weimar et de Dorothée-Suzanne de Simmern, il succède à son père à sa mort. Du fait de son jeune âge, la régence est exercée par l'électeur Auguste de Saxe jusqu'à sa majorité, en 1586. Il devient à son tour régent en 1591 pour Christian II, le petit-fils d'Auguste, au nom duquel il gouverne l'électorat de Saxe jusqu'en 1601. À sa mort, l'année suivante, il laisse quatre fils en bas âge. Le duché de Saxe-Weimar revient à son frère cadet Jean II.

## Descendance
Frédéric-Guillaume Ier épouse le 5 mai 1583 Sophie de Wurtemberg (1563-1590) (20 novembre 1563 – 21 juillet 1590), fille du duc Christophe de Wurtemberg. Six enfants sont nés de cette union :
- Dorothée-Marie (8 mai 1584 – 9 septembre 1586) ;
- Jean-Guillaume (30 juin 1585 – 23 janvier 1587) ;
- Frédéric (26 septembre 1586 – 19 janvier 1587) ;
- Dorothée-Sophie de Saxe-Weimar (19 décembre 1587 – 10 février 1645), abbesse de Quedlinbourg ;
- Anne (31 mars 1589 – 15 décembre 1626) ;
- un fils mort-né (21 juillet 1590).

Veuf, Frédéric-Guillaume Ier se remarie le 9 septembre 1591 avec Anne-Marie de Palatinat-Neubourg (8 août 1575 – 11 mai 1643), fille du comte palatin Philippe-Louis de Palatinat-Neubourg. Six enfants sont nés de cette union :
- Jean-Philippe (25 janvier 1597 – 1er avril 1639), duc de Saxe-Altenbourg ;
- Anne-Sophie (3 février 1598 – 20 mars 1641), épouse en 1618 le duc Charles Frédéric de Münsterberg-Œls ;
- Frédéric (12 février 1599 – 24 octobre 1625), duc de Saxe-Altenbourg, mort au combat ;
- Jean-Guillaume (13 avril 1600 – 2 décembre 1632), duc de Saxe-Altenbourg ;
- Dorothée de Saxe-Altenbourg (26 juin 1601 – 10 avril 1675), épouse en 1633 son cousin germain le duc Albert de Saxe-Eisenach ;
- Frédéric-Guillaume II (12 février 1603 – 22 avril 1669), duc de Saxe-Altenbourg.